# Гавайи (округ)
Гава́йи (англ. Hawaii) — округ в штате Гавайи, США. Находится целиком на острове Гавайи.
Население округа:
- перепись 2000 года — 148 676 человек[2]
- перепись 2010 года — 185 079 человек[3].

Административный центр и самый большой город — Хило, Хило (аэропорт). Второй по размеру город — Каилуа, Кона (аэропорт).

## География
Согласно бюро переписи населения США общая площадь округа — 13 174 км², из которых:
- 10 433 км² — суша
- 2742 км² (6,66 %) — вода, в том числе маленькое горное озеро Ваиау.

Округ занимает 62,7 % от территории штата — это самый высокий показатель в США.

## Районы
В округе 9 районов:
| № | Район           | Площадь кв. миль | Население на 2000 г. | Историческое название | Карта районов острова |                                       |
| - | --------------- | ---------------- | -------------------- | --------------------- | --------------------- | ------------------------------------- |
| 1 | Пуна            | 499              | 31335                | Puna                  | Карта районов острова | District subdivision of Hawaii County |
| 2 | Южный Хило      | 394              | 47386                | Hilo                  | Карта районов острова | District subdivision of Hawaii County |
| 3 | Северный Хило   | 370              | 1720                 | Hilo                  | Карта районов острова | District subdivision of Hawaii County |
| 4 | Хамакуа         | 581              | 6108                 | Hāmākua               | Карта районов острова | District subdivision of Hawaii County |
| 5 | Северный Кохала | 132              | 6038                 | Kohala                | Карта районов острова | District subdivision of Hawaii County |
| 6 | Южный Кохала    | 351              | 13131                | Kohala                | Карта районов острова | District subdivision of Hawaii County |
| 7 | Северный Кона   | 489              | 28543                | Kona                  | Карта районов острова | District subdivision of Hawaii County |
| 8 | Южный Кона      | 335              | 8589                 | Kona                  | Карта районов острова | District subdivision of Hawaii County |
| 9 | Кау             | 922              | 5827                 | Kaʻū                  | Карта районов острова | District subdivision of Hawaii County |
|   | Округ Гавайи    | 4028             | 148677               | 6 moku                |                       | District subdivision of Hawaii County |

Статистически обособленные местности
| - Аиналоа (Ainaloa) - Ваиколоа-Виллидж (Waikoloa Village) - Ваимеа (Waimea) - Ваинаку (Wainaku) - Волкейно (Volcano) - Иден-Рок (Eden Roc) - Каилуа (Kailua) - Калаоа (Kalaoa) - Капаау (Kapaau) - Кахалуу-Кеаухоу (Kahaluu-Keauhou) - Кеаау (Keaau) - Кеалакекуа (Kealakekua) - Кеокеа (Keokea) - Кёртистаун (Kurtistown) - Кукуихаэле (Kukuihaele) - Кэптайн-Кук (Captain Cook) - Лаупахоэхоэ (Laupahoehoe) - Леилани-Истейтс (Leilani Estates) - Маунтин-Вью (Mountain View) - Наалеху (Naalehu) - Нанавале-Истейтс (Nanawale Estates) - Оркидлендс-Истейтс (Orchidlands Estates) | - Паауило (Paauilo) - Папаикоу (Papaikou) - Паукаа (Paukaa) - Пахала (Pahala) - Пахоа (Pahoa) - Пепеэкео (Pepeekeo) - Пуако (Puako) - Ферн-Форест (Fern Forest) - Ферн-Эйкерс (Fern Acres) - Хавайиан-Бичис (Hawaiian Beaches) - Хавайиан-Оушен-Вью (Hawaiian Ocean View) - Хавайиан-Парадайс-Парк (Hawaiian Paradise Park) - Хавайан-Эйкерс (Hawaiian Acres) - Хави (Hawi) - Халаула (Halaula) - Хило (Hilo) - Холуалоа (Holualoa) - Хонало (Honalo) - Хонаунау-Напоопоо (Honaunau-Napoopoo) - Хонокаа (Honokaa) - Хоному (Honomu) |

Другие
- Ахуалоа (Ahualoa)
- Ваиохину (Waiohinu)
- Хакалау (Hakalau)

## Охраняемые природные зоны
- Хавайи-Волкейнос — национальный парк (1916)
- Пуухонуа-о-Хонаунау — исторический парк (1955)
- Пуукохола-Хеиау — историческое место
- Кеалакекуа (бухта) — историческое место и морской заповедник.

- Ала-Кахакаи (Ala Kahakai National Historic Trail) — историческая дорога
- Калоко-Хонокохау (Kaloko-Honokohau National Historical Park) -исторический парк
- Кона-Форист (Kona Forest National Wildlife Refuge) — лес
- Хакалау-Форист (Hakalau Forest National Wildlife Refuge) — лес